# Парламентские выборы в Мьянме (2025)
Всеобщие выборы, согласно действующему законодательству Мьянмы, должны были пройти в Мьянме в 2023 году, однако не состоялись. Голосование должно было состояться между 1 февраля и 1 августа 2023 года. На следующих выборах избирателям предстоит избрать представителей как в Палату национальностей, так и в Палату представителей Ассамблеи Союза. Выборы станут первыми после военного переворота 2021 года. Всё это время военные управляли страной в условиях чрезвычайного положения, которое было введено назначенным военными исполняющим обязанности президента Мьин Шве на максимальный конституционный срок в два года. Конституция требует проведения выборов не позднее чем через шесть месяцев после окончания чрезвычайного положения, и поэтому военные обязаны провести выборы до 1 августа 2023 года, ровно через два года и шесть месяцев после переворота. Ожидается, что военные будут добиваться легитимности своего расширенного правления посредством выборов, которые вряд ли будут свободными и справедливыми.

## Предыстория

### Краткий обзор
Мьянма, ранее известная как Бирма, находилась под диктатурой на протяжении большей части своей независимой истории. Сначала при Не Вине и его «Партии бирманской социалистической программы» (с 1962 по 1988 год), а затем при военной хунте (с 1988 по 2011 год). В 2010-х годах Мьянма перешла в состояние полудемократии, кульминацией которой стали свободные выборы 2015 года, на которых лидер демократов Аун Сан Су Чжи стала государственным советником, а её партия, «Национальная лига за демократию», одержала убедительную победу.

### Переворот 2020 года и последствия
На всеобщих выборах 2020 года «Национальная лига за демократию» вновь одержала победу над поддерживаемой военными «Партией солидарности и развития Союза». После поражения военные, под руководством главнокомандующего Мин Аун Хлайна, заявили, что голосование было сфальсифицировано, и 1 февраля 2021 года совершили государственный переворот. При этом хунта никогда не публиковала доказательства, подтверждающие их заявления о фальсификациях на выборах. Государственный советник Аун Сан Су Чжи была арестована вместе с президентом страны Вин Мьином и вторым вице-президентом Генри Ван Тхио. К власти пришёл старший генерал Мин Аун Хлайн, организовав очередную хунту под названием Государственный административный совет (ГАС). Первый вице-президент Мьин Шве был объявлен военными временным президентом. Тот находясь в должности объявил чрезвычайное положение сроком на один год. Аун Сан Су Чжи получила ряд необоснованных обвинений, в том числе за нарушение законов о чрезвычайном положении в связи с COVID-19, а также за незаконный ввоз и использование радио- и коммуникационных устройств, в частности, шести устройств ICOM от её службы безопасности и рации, использование которых ограничено в Мьянме и требует разрешение от военных агентств перед приобретением. Она и президент Мьин были заключены под стражу. 16 февраля Аун Сан Су Чжи получила дополнительное уголовное обвинение за нарушение Национального закона о стихийных бедствиях, а также два дополнительных обвинения от 1 марта в нарушении законов о связи и намерение спровоцировать общественные беспорядки. Помимо этого 1 апреля её обвинили в нарушении закона о государственной тайне. 6 декабря 2021 года она была приговорена к четырём годам тюремного заключения, но Хлайн смягчил приговор до двух лет.
Параллельно хунте, избранные в 2020 году члены парламента ушли в подполье и объявили о создании 5 февраля 2021 года Представительного комитета Ассамблеи Союза (ПКАС), который в свою очередь 16 апреля учредил Правительство национального единства (ПНЕ).
1 августа 2021 года председатель Государственного административного совета Мин Аун Хлайн сформировал своё временное правительство и объявил себя премьер-министром, учредив вновь данную должность.
Первоначально военные обещали провести выборы, когда истечёт срок действия чрезвычайного положения 1 февраля 2022 года, но позже чрезвычайное положение было продлено из-за продолжающихся массовых протестов и начавшейся из-за переворота гражданской войны, а выборы были перенесены на 2023 год. 1 февраля 2023 года хунта продлила режим чрезвычайного положения до 1 августа в нарушение конституции, ограничивающей действие режима ЧП двумя годами. Таким образом, выборы были вновь отложены на неопределённый срок.

### Попытка роспуска «Национальной лиги за демократию»
21 мая 2021 года Союзная избирательная комиссия, назначенная хунтой объявила о планах окончательно распустить «Национальную лигу за демократию» (НЛД). Начиная со 2 февраля, офисы НЛД были заняты полицией и подверглись обыску. Были насильственно изъяты документы, компьютеры и ноутбуки. Оставшееся на свободе руководство НЛД назвало эти рейды незаконными. 9 февраля полиция провела обыск в штаб-квартире НЛД в Янгоне. Аун Сан Су Чжи прокомментировала возможность принудительного роспуска своей партии, сказав: «Наша партия выросла из людей, поэтому она будет существовать до тех пор, пока люди её поддерживают».
В январе 2022 года хунта отменила свой план по роспуску НЛД, а официальный представитель военного режима Зо Мин Тун заявил, что «Национальная лига за демократию» будет самостоятельно решать, баллотироваться ли на выборах 2023 года.